# Korstmosschelp
De korstmosschelp (Lasaea adansoni) is een tweekleppigensoort uit de familie van de Lasaeidae. De wetenschappelijke naam van de soort werd in 1791 voor het eerst geldig gepubliceerd door Johann Friedrich Gmelin als Tellina adansoni.

## Beschrijving
De korstmosschelp is een klein, ovaal, mollig, ongelijkzijdig schelpje, ongeveer 1 tot 3,2 mm lang. Ze hebben ongelijke zijden en de wervels liggen achter de middellijn. De voorste dorsale rand loopt geleidelijk af en het voorste uiteinde is afgerond tot licht afgeknot. De achterste dorsale rand loopt steil af; de achterkant is breed afgerond. De ventrale rand is breed afgerond. Het ligament ligt aan de binnenkant op een groot, schuin ligament achter de wervels. De rechterklep heeft één achterste en één voorste laterale tand, de linkerklep slechts één laterale tand. In de linkerklep zit ook een kleine, smalle hoofdtand, die in een groef van de rechterklep grijpt. De mantellijn is vaag, evenals de spierafdrukken. De binnenrand van de behuizing is glad.
De schaal is dun en kwetsbaar. De versiering bestaat uit groeistrepen die evenwijdig aan de rand lopen; grovere uitstulpingen duiden op onderbrekingen in de groei. Het gelige periostracum is aan het verweren. Jonge schelpen zijn vuilwit van kleur, zaak met een roze-rode tint. Naarmate ze ouder worden en groeien, worden ze roodachtig. Exemplaren die zich op een hoge oever bevinden, kunnen een donkerrode kleur hebben. De soort kan verward worden met Turtonia minuta, die een soortgelijk leefgebied heeft.

## Verspreiding en leefgebied
Het verspreidingsgebied van de soort strekt zich uit van de Noord-Atlantische Oceaan tot de Middellandse Zee. Ook op Madeira, de Azoren en de Canarische Eilanden is de soort aangetroffen. Het komt ook voor in de Stille Oceaan; in de oostelijke Stille Oceaan van Alaska tot Peru, in de westelijke Stille Oceaan tot Japan.
De dieren leven hoofdzakelijk in de getijdenzone, op rotsachtige kusten, in spleten, onder dode schelpen en op zeeplanten (Lichina pygmaea, Fucus), die allemaal met byssus vastzitten. Fritz Nordsieck geeft een diepteverdeling van 5 tot 1360 meter.